# بوب فالكينبورج
بوب فالكينبورج (بالبرتغالية: Robert Falkenburg‏) مواليد 29 يناير 1926 في مانهاتن، نيويورك، الولايات المتحدة، هو لاعب كرة مضرب برازيلي سابق بدأ مسيرته كمحترف سنة 1942 وكان يلعب باليد اليمنى، اعتزل اللعب في 1955. كما أنه أحد أبطال الجراند سلام. أعلى تصنيف له في الفردي كان المركز الـ 7 في سنة 1948.

## بطولات حققها
- بطولة ويمبلدون

## النهائيات

### الفردي
اللقب (1)
| النتيجة | السنة | البطولة  | المنافس في النهائي | النتيجة في النهائي      |
| الفوز   | 1948  | ويمبلدون | جون بروميتش        | 7–5, 0–6, 6–2, 3–6, 7–5 |

## روابط خارجية
- بوب فالكينبورج على موقع رابطة محترفي التنس (الإنجليزية)
- بوب فالكينبورج على موقع الاتحاد الدولي لكرة المضرب (الإنجليزية)
- بوب فالكينبورج على موقع كأس ديفيز (الإنجليزية)
- بوب فالكينبورج على موقع قاعة مشاهير كرة المضرب الدولية (الإنجليزية)
- بوب فالكينبورج على موقع خلاصة التنس.كوم (الإنجليزية)
- بوب فالكينبورج في قاعة مشاهير كرة المضرب